# Puzyniszki
Puzyniszki, lit. Puziniškis – wieś położona na Litwie, okręg poniewieski, Rejon poniewieski.

## Historia
Dobra w Puzyniszkach od XVIII wieku należały do rodziny Białłozorów, po 1835 roku przejęła je rodzina Pietkiewiczów. W 1861 roku urodziła się tutaj litewska pisarka Gabrielė Petkevičaitė-Bitė. 
Na przełomie XIX i XX stulecia dwór Pietkiewiczów był miejscem spotkań litewskiej elity, przebywali tu m.in. Antanas Smetona, Laurynas Ivinskis i Julija Zemaite. 